# Rafael Garza Gutiérrez
Rafael Garza Gutiérrez (13 de desembre de 1902 - 3 de juliol de 1974) fou un futbolista mexicà.

## Selecció de Mèxic
Va formar part de l'equip mexicà a la Copa del Món de 1930.